# 볼키스

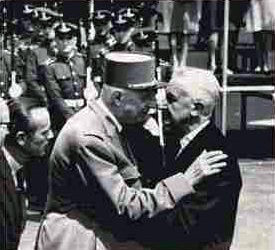
볼키스 인사를 주고 받는 샤를 드 골과 아르투로 움베르토 일리아

볼키스(-kiss) 또는 볼뽀뽀는 볼에 하는 입맞춤 제스처로, 친구나 가족 사이에 친근감(우정)이나 존중, 위로 등을 표하는 의식이다. 남유럽, 동남유럽, 중동, 라틴아메리카, 동남아시아 등에서 흔히 인사로 쓰인다.

## 이름
- 스페인어: beso 베소[*], 복수: besos 베소스[*]
- 이탈리아어: bacio 바초[*], 복수: baci 바치[*]
- 포르투갈어: beijinho 베이지뉴[*], 복수: beijinhos 베이지뉴스[*]
- 프랑스어: bisou 비주[*], 복수: bisous 비주[*]

## 인사법
볼키스는 남유럽, 동남유럽, 중동, 라틴아메리카, 동남아시아 등에서 흔한 인사법이다.
- 한 번: 브라질(일부 지역), 세르비아(평소), 아르헨티나, 칠레, 콜롬비아, 페루, 필리핀
- 두 번: 그리스, 루마니아, 보스니아, 브라질, 스페인, 아랍 세계, 알바니아, 이란, 이스라엘, 이탈리아, 인도네시아, 크로아티아, 터키, 포르투갈, 프랑스
- 세 번: 네덜란드, 러시아, 레바논, 북마케도니아, 몬테네그로, 벨기에, 세르비아(전통적), 스위스, 슬로베니아, 이집트, 폴란드, 프랑스(일부 지역)

## 같이 보기
- 손등 키스
- 친구(평화의 인사)
- 에스키모 키스